# Der symbolische Tausch und der Tod
Der symbolische Tausch und der Tod. (Originaltitel: L'échange symbolique et la mort.) ist das 1976 erschienene Hauptwerk von Jean Baudrillard.

## Inhaltsskizze
Baudrillard unterscheidet drei Zeitalter des Zeichens bzw. „drei Ordnungen des Simulakrums“: Nach dem Zeitalter der „Imitation“ und demjenigen der „Produktion“ leben wir heute im Zeitalter der „Simulation“ – einem gesellschaftlichen Zustand, in dem Zeichen und Wirklichkeit zunehmend ununterscheidbar werden. Die Zeichen, so Baudrillard, haben sich von ihrem Bezeichneten gelöst und seien „referenzlos“ geworden. Die Zeichencodes der modernen Städte, der Werbung und der Medien gäben nur noch vor, entschlüsselbare Botschaften zu sein. In Wahrheit dagegen seien sie reiner Selbstzweck, mit dem das Gesamtsystem der Gesellschaft aufrechterhalten wird, damit „jeder an seinem Platz bleibt“. Die Zeichen „simulieren“ eine künstliche Realität als Hyperrealität, anstatt eine wirkliche Welt abzubilden.